# 織紙姫
織紙姫（おりかみひめ）は、渋谷画劇団に所属する女性紙芝居師で結成しているガールズ紙芝居ユニットである。

## メンバー
以下の3人のメンバーで構成されている。メンバー各々の紙芝居師個人での活動と並行して、織紙姫としての活動を行っている。
| 紙芝居師名   | 名前                         |
| ------------ | ---------------------------- |
| かみはる     | 神前はるか（かみまえはるか） |
| あいり～ん   | 中内愛梨（なかうちあいり）   |
| こむぎちゃん | 大久保ちか（おおくぼちか）   |

## 特徴
華やかな衣装に太鼓を組み合わせたダイナミックな紙芝居を特徴としている。
メンバーそれぞれに衣装のイメージカラーがあり、かみはるが「赤」、あいり～んが「黄色」、こむぎちゃんが「紫」となっている。
太鼓は、あいり～んが和太鼓、こむぎがエイサー太鼓を叩く。口演のクライマックスに太鼓の叩き合いを見せ場としている。

## 演目
かみはるが作るオリジナル作品を基本としており、日本古来の人物や昔話に題材を取った作品が多い。
- 陰陽師シリーズ 安倍晴明と芦屋道満の対決を描いた作品

- サクラマスターらん 花咲か爺さんの孫娘「らん」と意地悪爺さんの孫娘「黒ゆり」の対決を描いた作品

- バーチャル北斎　北斎の孫娘と写楽の孫娘が江戸を救う物語

## 口演履歴
- あびこショッピングプラザ 2018年8月4日[1]

- 日本庭園 夏イベント 2018年8月11日〜8月19日 ホテルニューオータニ

- あびこショッピングプラザ 2018年9月30日

- ｢J-CULTURE FEST｣ 2019年1月2日 東京国際フォーラム

- 言葉遊び体験フェスティバルin荒川 2019年2月9日 南千住・延命寺

- 紀尾井町桜まつり 2019年3月31日 ホテルニューオータニ

- あびこショッピングプラザ 2019年8月3日

- ネオ紙芝居ライブ「まろんずパーティー」2019年9月1日 渋谷画劇団紙芝居稽古場 ※渋谷画劇団所属のネオ紙芝居師たちによるライブステージ

他